# Lesjeudis
LesJeudis est une entreprise proposant des services dans le domaine du recrutement dans les nouvelles technologies. LesJeudis est fondée par Cedric Barbier en 1998 et propose d’abord des salons. Un site d'emploi est créé en 1999 et se spécialise dans le domaine des nouvelles technologies. Il appartient au groupe CareerBuilder depuis 2008.

## Historique
1998 : Création de la société, qui commence par la tenue d'un premier salon à Paris, pour mettre aux candidats et recruteurs du secteur de l'informatique en plein essor de se rencontrer. Les salons se multiplient en France et se tiennent à Lyon, Toulouse, Sophia Antipolis, Lille, Rennes, Nantes, Strasbourg, et Grenoble. Pour faciliter les rencontres professionnelles entre participant, ces salons couvrent des horaires larges, souvent jusqu'en début de soirée.
1999 : Création du site d'emploi LesJeudis.com.
2001 : Mise en place du site web LesJeudis.com, l'un des premiers sites d'emplois du web français. Différents sites sur le même secteur sont rachetés : e-recrut, recrulex, ceo emploi, ou encore phonemploi.
2008 : Le groupe international CareerBuilder rachète LesJeudis.com
2016 : LesJeudis signe un partenariat avec 2 incubateurs "Numa" et "Paris&co" afin de pouvoir accompagner les startups recrutant des profils IT.
2017 : LesJeudis signe un partenariat avec SkillValue afin de permettre aux utilisateurs de tester leurs compétences techniques La même année, LesJeudis lance Le Jour J, le premier événement de recrutement réservé aux profils informatiques.
2018 : Pour les 20 ans de la marque, LesJeudis refont intégralement son site et propose une nouvelle identité visuelle En novembre, LesJeudis signe un partenariat avec ChooseMyCompany.

## Activités
LesJeudis est spécialisé dans la mise en contact des candidats et recruteurs du domaine des nouvelles technologies. Cet objectif se décline via plusieurs activités :
- Site d'annonces
- CVthèque
- Tests de compétences
- Différents types de contenu (communiqués, blogs, articles, interviews, etc)

## Concurrents
- Sites d'emplois généralistes : Indeed, Cadremploi, Keljob, Monster , LeBonCoin, Iquesta, Recrut.com, Cornerjob,
- Sites d'emplois spécialisés : ChooseYourBoss, WeLoveDevs.com, Remix Jobs
- Medias thématiques : L'Étudiant
- Réseaux sociaux professionnels : LinkedIn
- Cabinets de recrutement : Talent IO